# Довге Плесо
До́вге Пле́со (рос. Долгое Плесо) — присілок у складі Ханти-Мансійського району Ханти-Мансійського автономного округу Тюменської області, Росія. Знаходиться на міжселенній території.
Населення — 2 особи (2017, 2 у 2010, 8 у 2002).
Національний склад станом на 2002 рік: ненці — 50 %, росіяни — 37 %.